# Elecciones estatales de Sajonia de 1990
Las elecciones estatales en Sajonia en 1990 fueron las primeras elecciones al Parlamento Regional Sajón desde el restablecimiento del Estado Libre de Sajonia, como consecuencia de la reunificación de Alemania el 3 de octubre de 1990. Se llevaron a cabo el 14 de octubre de 1990.

## Elección
Los 160 miembros del primer parlamento de Sajonia fueron elegidos la mitad directamente y la otra mitad por representación proporcional. El Estado Libre de Sajonia se dividía en 80 distritos electorales, y en cada uno de ellos se elegía un mandato directo. La distribución de los escaños fue hecha mediante el método del resto mayor.

## Resultado
Con una participación del 72,8%, la CDU alcanzó bajo su candidato Kurt Biedenkopf la mayoría absoluta de los escaños en el Parlamento de Sajonia. Logró 80 mandatos directos, es decir, la totalidad de estos.
La candidata del SPD fue Anke Fuchs.
Los resultados fueron:
| Partido | Partido                     | Erststimmen | Zweitstimmen | Resultado | Escaños |
| ------- | --------------------------- | ----------- | ------------ | --------- | ------- |
|         | CDU                         | 1.321.619   | 1.417.332    | 53,8 %    | 92      |
|         | SPD                         | 458.385     | 502.722      | 19,1 %    | 32      |
|         | Linke Liste-PDS             | 286.432     | 269.420      | 10,2 %    | 17      |
|         | FORUM 1                     | 183.182     | 147.543      | 5,6 %     | 10      |
|         | FDP                         | 173.556     | 138.376      | 5,3 %     | 9       |
|         | DSU                         | 150.399     | 94.347       | 3,6 %     |         |
|         | NPD                         | -           | 17.727       | 0,7 %     |         |
|         | DA                          | 8.775       | 14.894       | 0,6 %     |         |
|         | Liga                        | -           | 12.851       | 0,5 %     |         |
|         | DBU                         | 5.724       | 12.530       | 0,5 %     |         |
|         | RAP                         | 398         | 3.232        | 0,1 %     |         |
|         | SHB                         | -           | 2.448        | 0,1 %     |         |
|         | 6 candidatos independientes | 14.918      | -            | -         | -       |

1 Coalición Neues Forum/Bündnis/Grüne